# Ernesto Sena de Oliveira
Ernesto Sena de Oliveira (Funchal, 30 de Abril de 1892 — Santa Cruz, Coimbra, 13 de Outubro de 1972) foi um sacerdote católico português, arcebispo titular de Mitilene, bispo de Lamego de 1944 a 1948 e bispo-conde de Coimbra e 25.º conde de Arganil de juro e herdade de 1948 a 1967.

## Biografia
Ernesto Sena de Oliveira nasceu em Santa Luzia, no Funchal, a 30 de Abril de 1892, filho de Vicente de Oliveira, tanoeiro, e de sua mulher Maria Augusta Pereira, ambos naturais da freguesia do Monte. A família morava no Caminho do Monte.
Frequentou o seminário do Funchal de 1905 a 1908, continuando depois os estudos em Santarém. Em 1911 partiu para Roma, formando-se em Filosofia em 1914, e em Teologia em 1918, ambas na Universidade Gregoriana. A 23 de Dezembro de 1916, foi ordenado presbítero na Igreja de São João Latrão, da mesma cidade, celebrando a missa nova no dia de Natal do mesmo ano na Cripta dos Papas das catacumbas de São Calisto.
Entre 1918 e 1924 foi professor no seminário de Santarém, fixando residência em Lisboa no ano de 1924. Foi encarregado de prestar assistência eclesiástica e reger cursos de formação religiosa social junto de algumas associações e institutos católicos, como o Círculo Católico de Operários, a Liga da Acção Social Cristã, a Juventude Católica de Lisboa e o Corpo Nacional de Escutas, acumulando estas funções com as de professor do ensino livre.
Em 1926, foi nomeado beneficiado na Sé Patriarcal de Lisboa, tomando posse da paróquia da freguesia do Coração de Jesus da mesma cidade a 16 de agosto de 1928.

## Prelazias
Em 1930, foi nomeado camareiro secreto do papa Pio XI. A 27 de Maio de 1931, foi eleito arcebispo titular de Mitilene e auxiliar do cardeal patriarca de Lisboa, sendo sagrado a 25 de Julho seguinte na Igreja de São Domingos, juntamente com João da Silva Campos Neves, por D. Manuel Gonçalves Cerejeira.
Entre 1931 e 1944 foi arcebispo de Mitilene, título concedido ao bispo-auxiliar que desempenha as funções de vigário-geral do Patriarcado de Lisboa.
Em Abril de 1932, durante a reunião plenária do episcopado português no Luso, foi incumbido de organizar a Acção Católica Portuguesa. cujas bases viriam a ser lançadas em Novembro de 1933. Teve grande relevo na organização, constituição e divulgação da Acção Católica Portuguesa em todo o país, exercendo os cargos de assistente geral, e sendo o seu primeiro Presidente da Junta Geral entre 1933 e 1941.
Em Março de 1948 deixou oficialmente os cargos de direcção da Acção Católica Portuguesa, devido às obrigações de vigário-geral e provisor do patriarcado.
A 17 de Junho de 1944 foi nomeado bispo residencial de Lamego, conservando pessoalmente o título de arcebispo, entrando solenemente na diocese a 22 de Outubro do mesmo ano. Enquanto bispo de Lamego, promoveu as celebrações do terceiro centenário da morte do bispo D. Miguel de Portugal, remodelou os serviços pedagógicos e disciplinares dos seminários, e promoveu a restauração e ampliação do Seminário de Resende, fundou a Obra das Vocações Sacerdotais, e reorganizou os serviços das confrarias eclesiásticas e da cúria diocesana, entre outras importantes iniciativas.
Entre 2 de Fevereiro de 1948 e 12 de Agosto de 1967 foi bispo de Coimbra, entrando na diocese em Março de 1949, com o título de arcebispo-bispo-conde de Coimbra.
Em 1956 foi nomeado pelo papa Pio XII assistente ao sólio pontifício.
Morreu a 13 de Outubro de 1972, numa casa de saúde da freguesia de Santa Cruz, concelho de Coimbra, onde havia sido internado alguns dias antes.

## Homenagens
Existem arruamentos com o seu nome na freguesia de Santa Luzia, concelho do Funchal, de onde era natural e em Coimbra, onde exerceu a sua última prelazia, e onde veio a morrer.